# Município Cassongue
Município Cassongue är en kommun i Angola.   Den ligger i provinsen Cuanza Sul, i den västra delen av landet, 400 km sydost om huvudstaden Luanda.
I omgivningarna runt Município Cassongue växer huvudsakligen savannskog. Runt Município Cassongue är det glesbefolkat, med 17 invånare per kvadratkilometer.